# سنگر (داغستان)
سنگر (به لاتین: Sangar) یک منطقهٔ مسکونی در روسیه است که در شهرستان لاکسکی واقع شده‌است.